# Магомедов, Арслан Багандалиевич
Арслан Багандалиевич Магомедов (3 октября 1980, Махачкала, Дагестанская АССР, РСФСР, СССР) — российский тайбоксер и кикбоксер, представитель лёгкой весовой категории. По национальности — Даргинец. Четырёхкратный чемпион мира по тайскому боксу.

## Карьера
ВС 14 лет занимается тайским боксом, куда привёл его отец. Является воспитанником махачкалинского спортивного клуба «Атлант», где занимался у Зайналбека Зайналбекова. Первый профессиональный бой провёл в 17 лет в Москве. Ему его предложил Сергей Заяшников от организации «RAMTL». В 2000 и в 2002 году становился чемпионом России. В сентябре 2000 года японцы предложили контракт, выступать по К-1, два года жил в Японии. После чего отправился в Таиланд, где прожил 5 лет. При прилёту в Таиланд потерял деньги и пришлось некоторое время жить на улице. Через два года начал показывать результаты. С 2007 года живёт в Австралии, куда его и его друга Рамазан Рамазанов пригласил один из клубов.

## Личная жизнь
По национальности — даргинец

## Достижения
- Чемпионат России по тайскому боксу 2000 — ;
- Чемпионат России по тайскому боксу 2002 — ;
- Чемпион мира среди профессионалов по тайскому боксу по версии WPMF 2008 —